# بریگاده‌فورر

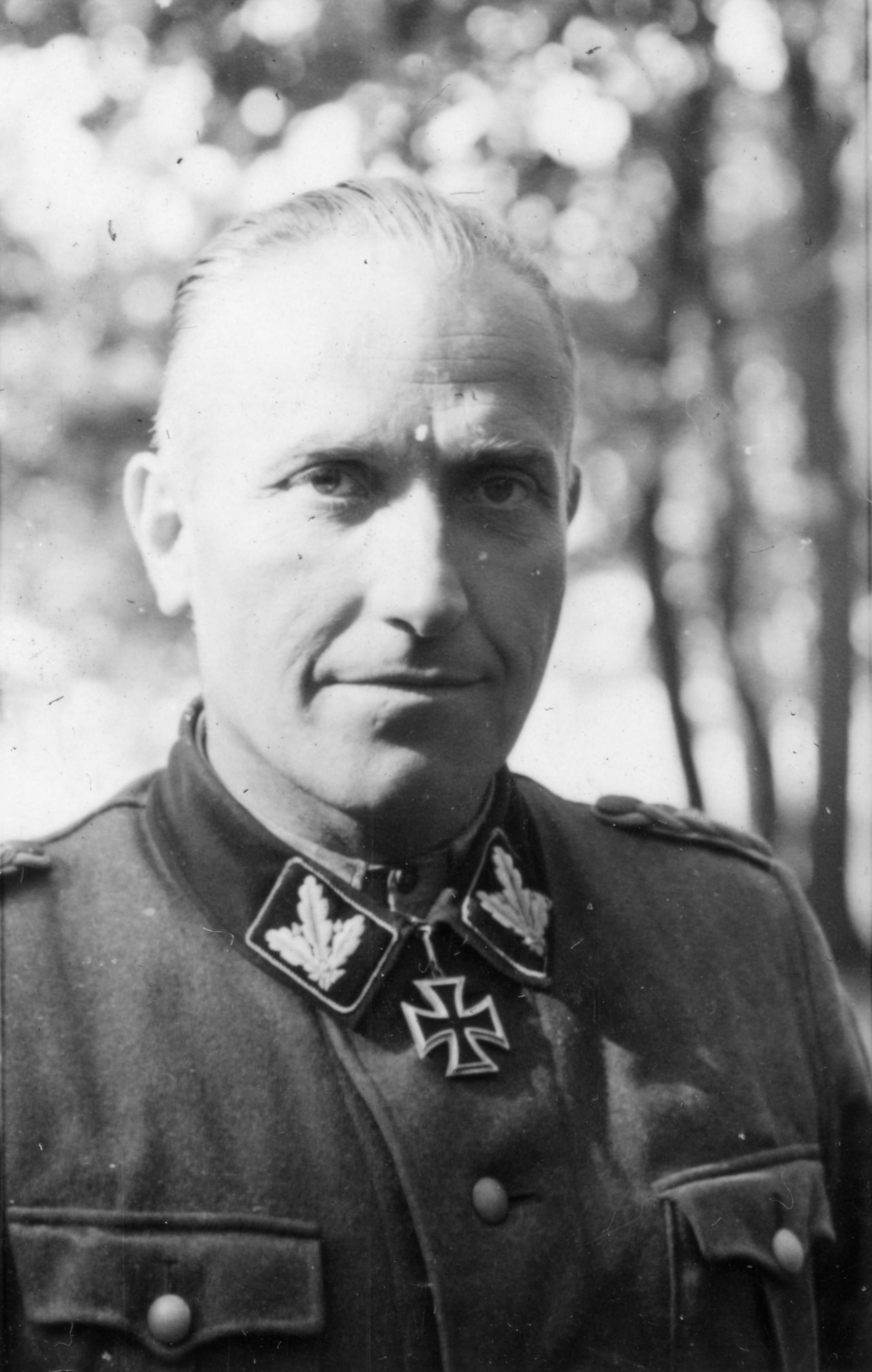
هرمان پریس با نشان یقه بریگادفورر

بریگادفورر (آلمانی: Brigadeführer) یک درجه مربوط به نیروهای نظامی حزب ملی سوسیالیست کارگران آلمان بین سال‌های ۱۹۳۲ تا ۱۹۴۵ بود.این درجه بالاتر از اوبرفورر و پایین‌تر از گروپنفورر قرار داشت.

## نشان‌ها

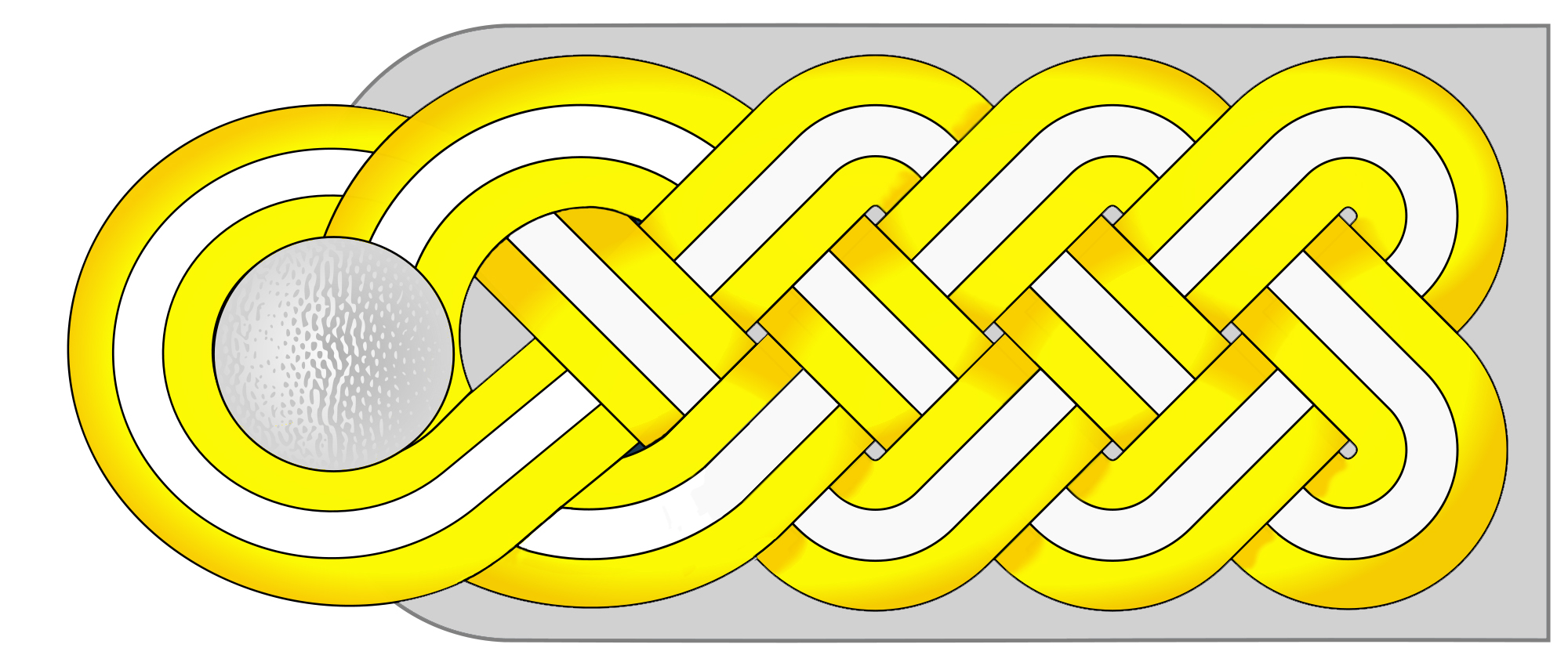
نشان سردوشی
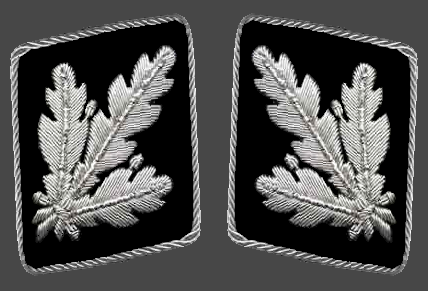
نشان یقه بعد از آوریل ۱۹۴۲
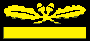
استتار نظامی